# 鹿特丹唐人街
鹿特丹唐人街（荷蘭語：Rotterdamse Chinatown）是位于荷兰鹿特丹的唐人街。

## 历史
是欧洲第一大港口城市鹿特丹的华人聚集区，但不仅仅是华人，这里还有来自荷属安的列斯、苏里南和非洲的居民，大部分华人已经搬出唐人街。

## 主要街道
- Kruisplein
- Schouwburgplein
- West-Kruiskade
- Diergaardesingel
- Mauritsweg
- Westersingel